# Марія Енрікета Матуте
Марія Енрікета Матуте (1942 — 25 серпня 2013) — захисниця навколишнього середовища та прав корінного населення в Гондурасі. Вона була частиною корінного народу толупан. Марія брала участь у мирних акціях протесту проти незаконного видобутку та вирубки лісу на землі корінного населення.
25 серпня 2013 року Матуте була убита разом із двома іншими активістами, коли вони брали участь у сидячому заході, щоб перекрити дорогу. Сидяча акція тривала з 14 серпня, за участю кількох корінних громад. Близько 150 активістів племені Сан-Франциско де Локомапа перекрили головну дорогу, протестуючи проти видобутку сурми на їхніх землях. Увечері до групи підійшли двоє чоловіків і відкрили вогонь, убивши Армандо Фунеса Медіну та Рікардо Сото Фунеса. Матуте втекла до свого дому, але за нею пішли озброєні люди і застрелили її там. Усі три жертви були членами Movimiento Amplio por la Dignidad y la Justicia (Широкий рух за гідність і справедливість) або MADJ. Пізніше стрілки були ідентифіковані як Селвін Матуте і Карлос Матуте (не родичі), яких найняла компанія Bella Vista Mining Company.

## Наслідки
Після різанини вісімнадцять членів MADJ втекли з району проживання. У грудні 2013 року Міжамериканська комісія з прав людини розпорядилася про заходи захисту для активістів корінного населення, які були підписані урядом Гондурасу.